# Амур (гостиница)
Здание гостиницы «Амур» (ул. Московская, 70) — памятник архитектуры второй половины XIX века в историческом центре города Казани (ныне Вахитовский район). Является одной из достопримечательностей Старо-Татарской слободы, объект культурного наследия регионального (республиканского) значения.

## Описание
Представляет собой кирпичное трёхэтажное здание, состоящее из двух примыкающих друг к другу корпусов, одни из которых главным фасадом выходит на улицу Московская (бывшая территория Сенной площади), а другой во двор. Главный фасад оформлен в стиле модерн и включает элементы татарского зодчества.
На официальном сайте Министерства культуры РТ в перечислении объектов культурного наследия РТ зданию дано следующее описание:

 «Современное владение сохранилось в первоначальных границах. Его застройку составляют лицевой трёхэтажный корпус и примыкающие к нему со двора и занимающие узкий участок по всему периметру флигеля. Доходный дом занимает весь уличный фронт участка и относится к галерейному типу. Фасад в выраженных формах модерна имеет трёхчастную композицию: лёгкие выступы-ризалиты по флангам, а также в центре, увенчаны аттиками. Большая проездная арка центрального ризалита ведёт во двор, а расположенные на боковых ризалитах двери — в номера второго и третьего этажей. Оформление витринных окон магазинов искажено поздними переделками. Фасадные плоскости верхних этажей заполнены большими окнами различных размеров и конфигурации. На втором этаже они, разделённые узкими простенками, создающими впечатление переплетов, имеют вид огромных проемов криволинейной формы, занимающие все пространство между ризалитами. На третьем этаже окна оформлены в виде ряда узких проемов стрельчатой формы со скошенными завершениями. Ритм дополнительно подчеркивается объединяющим их по верху пояском. Окна боковых ризалитов не симметричны. Карниз значительного выноса поддерживается сильно выступающими ступенчатыми консолями. Своеобразный памятник архитектуры в стиле модерн, в котором нашли отражение мотивы готики». 

## История
Здание было построено в 1864 году по проекту известного казанского архитектора Петра Евграфовича Аникина и использовалось как доходный дом.
Первыми владельцами дома были Ибрагим (1806 — 4.04.1886) и Исхак (1810-24.03.1884) Юнусовы — наследники купца первой гильдии, промышленника Губайдуллы Мухаметрахимовича Юнусова (1776—1842).
В 1912 году дом был целиком сдан в аренду купцу Мубаракше Рамазанову под номера гостиницы «Амур» а над прежними корпусами был возведен третий этаж.
Номера «Амур» представляли собою одну из немногих благоустроенных гостиниц в дореволюционной России, постояльцами которой были многие известные люди Казани той эпохи. В последние месяцы своей жизни, с декабря 1912 по февраль 1913 года, в гостинице останавливался выдающийся татарский поэт Габдулла Тукай, основоположники национального театра, актёры первой татарской профессиональной труппы «Сайяр» Г. Кариев и С. Гизатуллина-Волжская. В 1912—1913 гг. в 11-м номере жил писатель и публицист Фатих Амирхан, работавший секретарем газеты «Кояш», редакция которой также размещалась в этом здание на первом этаже.
16 февраля 2012 года здание было передано Инвестиционной группе компаний ASG в рамках государственно-частного партнёрства между Мэрией Казани и Инвестиционной группой компаний ASG для совместной деятельности по развитию казанской агломерации и участии ASG в работе по восстановлению и реконструкции исторического центра города.